# Tahúres Zurdos
Tahúres Zurdos es un grupo de rock español originario de Beriáin (Navarra) cuya carrera se extendió inicialmente entre 1987 y 2004.
En 2019 anunció su regreso a los escenarios.

## Historia
La formación original del grupo era Aurora Beltrán (voz, y guitarra), Manuel Lolo Beltrán (hermano de Aurora y también guitarra), Luis Salcedo (bajo) y Javier Lizarazu Puntxes (batería).
Lolo y Aurora provienen del pueblo minero de Potasas. De ese pueblo, y de la existencia en él de un casino donde los trabajadores de la mina se gastaban su sueldo, viene el nombre de "tahúres" que bautiza al grupo. La cuestión de "zurdos" es relativa a que tanto Aurora como Lolo son zurdos. Los orígenes del grupo se remontan a Pamplona y a una serie de actuaciones de sus miembros en el País Vasco, Navarra y otros lugares del norte de España.
Con 40.000 pesetas grabaron una maqueta que más tarde sería un disco homónimo.
El relativo éxito de sus dos primeros discos les sirvió para fichar por EMI con Nieve negra y más tarde con otras discográficas.
En 1990 Juan Manuel Ugarte se incorporó al grupo (bajo).
En 1992 actuaron con éxito en el festival Actual, en Logroño.
En 1997 publicaron Tak con un rock menos severo. El disco contenía una versión de Piece of my heart de Janis Joplin.
En 2004 grabaron en directo su último disco, Directo - 17 años
El grupo se despidió en 2004, tras diecisiete años de carrera musical y nueve discos.
El grupo se reunió en verano de 2019 para un concierto benéfico, tras lo cual anunciaron algunos más por toda España a partir de la Navidad de ese mismo año.

## Influencias
En sus canciones se observa una influencia de The Who, Led Zeppelin, David Bowie o Lou Reed. También a menudo se ha comparado a Aurora con Patti Smith, de la que incluso llegaron a hacer una versión.

## Miembros
- Aurora Beltrán (voz y guitarras), desde 2007 sigue su carrera musical como solista,
- Lolo Beltrán (guitarras),
- Luis Salcedo (bajista hasta 1990),
- Juanma Ugarte (bajista desde 1990) y
- Javier Lizarazu Puntxes (batería).

El grupo se separó en 2004, tras 17 años en activo.

## Discografía
- Tahúres zurdos, 1988 Oihuka
- Tahuría, 1990 Oihuka
- Nieve negra, 1991 EMI
- Árido, 1992 EMI
- La caza, 1994 EMI
- Azul, 1996 BMG-Ariola
- Tak, 1998 Arcade
- Acústico de la Cadena Ser
- El tiempo de la luz, 2000 SONY
- 17 Años, 2004 Do it Records. 17 años es el título del disco recopilatorio en el que el grupo navarro ha incluido canciones de su primera época, hace 17 años, y que fue grabado en directo en Tudela en diciembre de 2003. El disco se acompaña de dos CD y un DVD en el que se ofrecen 23 canciones e imágenes de los mejores conciertos que el grupo ha ofrecido a lo largo de su historia (1988 - 2001).